# Le Mystère de la plage perdue
Pour plus de détails, voir Fiche technique et Distribution.
Le Mystère de la plage perdue (Mystery Street) est un film américain réalisé par John Sturges en 1950.

## Synopsis
Une jeune femme, Vivian Heldon, se rend à un rendez-vous avec son amant, un homme marié qui la tue car elle menace de dénoncer à sa femme leur liaison. Il enterre le corps sur une plage déserte. Plusieurs mois après, un ornithologue y découvre des restes humains, sans aucun document ou objet permettant une identification. Le lieutenant Morales dirige l'enquête, assisté par un professeur d'université, le docteur McAdoo, pour l'analyse du cadavre. Le recoupement des indices permet de remonter à Vivian Heldon, dont l'emploi du temps de ses dernières heures est reconstitué. Elle a notamment été vue en compagnie de Henry Shanway qui semble le suspect idéal.

## Fiche technique
- Titre : Le Mystère de la plage perdue
- Titre original : Mystery Street
- Réalisation : John Sturges
- Scénario : Sydney Boehm et Richard Brooks, Leonard Spigelgass
- Production : Frank E. Taylor, pour la Metro-Goldwyn-Mayer
- Photographie : John Alton
- Musique : Rudolph G. Kopp
- Direction artistique : Cedric Gibbons et Gabriel Scognamillo
- Décors de plateau : Ralph S. Hurt et Edwin B. Willis
- Montage : Ferris Webster
- Genre : Policier, drame, film noir, thriller
- Coleurs : Noir et blanc
- Durée : 93 minutes
- Dates de sortie : 
  - États-Unis : 28 juillet 1950

## Distribution
- Ricardo Montalbán : le lieutenant Peter Morales
- Sally Forrest : Grace Shanway
- Bruce Bennett : le docteur McAdoo
- Elsa Lanchester : Mme Smerrling, la logeuse
- Marshall Thompson : Henry Shanway
- Jan Sterling : Vivian Heldon
- Edmond Ryan : James Joshua Harkley
- Betsy Blair : Jackie Elcott
- Wally Maher : le détective Tim Sharkey
- Ralph Dumke : Jim Black, le tatoueur
- Willard Waterman : l'entrepreneur de pompes funèbres
- Walter Burke : l'ornithologue
- Don Shelton : le procureur général

Acteurs non crédités :
- King Donovan : un journaliste
- Jim Hayward : le policier Fischer
- Louise Lorimer : Mme Shanway
- Frank Overton : un garde
- Charles Wagenheim : un bagagiste